# Mike Bolsinger
Michael Bolsinger (né le 29 janvier 1988 à McKinney, Texas, États-Unis) est un lanceur droitier des Ligues majeures de baseball.

## Carrière

### Diamondbacks de l'Arizona
Joueur des Razorbacks de l'Université de l'Arkansas, Mike Bolsinger est repêché en 15e ronde par les Diamondbacks de l'Arizona en 2010. Habituellement lanceur partant dans les ligues mineures, Bolsinger fait ses débuts dans le baseball majeur comme lanceur de relève pour Arizona le 14 avril 2014 face aux Mets de New York. Le 19 avril suivant, il obtient son premier départ comme lanceur partant, face aux Dodgers de Los Angeles.
Il joue 10 matchs, dont 9 comme lanceur partant, pour Arizona en 2014. Sa moyenne de points mérités se chiffre à 5,50 en 52 manches et un tiers lancées. Il remporte sa première victoire dans les majeures sur les Cubs de Chicago le 24 avril mais c'est sa seule avec les Diamondbacks, et il encaisse 6 défaites.

### Dodgers de Los Angeles
Le 22 novembre 2014, Arizona transfère Bolsinger aux Dodgers de Los Angeles contre une somme d'argent.
Le 23 mai 2015 dans une victoire de 2-0 sur les Padres de San Diego, Bolsinger accorde un coup sûr au premier frappeur qu'il affronte dans le match, avant de retirer les 23 adversaires suivants.